# Pat O’Brien (Politiker)
Pat O’Brien (* 13. Januar 1948 in London, Ontario) ist ein ehemaliger Politiker der Liberalen Partei Kanadas.

## Leben
Nach dem Schulbesuch absolvierte er ein Studium, das er mit einem Bachelor of Arts (B.A. (Hons.)) abschloss. Ein anschließendes Studium der Pädagogik beendete er mit einem Master (M.Ed.) und war danach als Lehrer tätig. Daneben begann er seine politische Laufbahn in der Kommunalpolitik und war zwischen 1982 und 1983 Mitglied des Stadtrates seiner Geburtsstadt London.
Bei der Wahl am 25. Oktober 1993 wurde er erstmals als Kandidat der Liberalen Partei in das Kanadische Unterhaus gewählt und vertrat dort zunächst für eine Legislaturperiode den Wahlkreis London-Middlesex, ehe er von 1997 bis zur Unterhauswahl am 23. Januar 2006 den Wahlkreis London-Fanshawe vertrat. Am 6. Juni 2005 trat er aus Liberal Party aus und gehörte dem Parlament bis zum Ende seiner Wahlzeit als Parteiloser an.
Während seiner Abgeordnetentätigkeit war er zunächst von September 1997 bis Oktober 2000 Vorsitzender des Ständigen Ausschusses für Nationale Verteidigung und Veteranenangelegenheiten, ehe er vom 1. Januar 2000 bis zum 12. Januar 2003 Parlamentarischer Sekretär beim Minister für Internationalen Handel im Kabinett von Premierminister Jean Chrétien war.
Später war er wieder von Februar bis Mai 2004 sowie zwischen Oktober 2004 und November 2005 Vorsitzender des Ständigen Ausschusses für Nationale Verteidigung und Veteranenangelegenheiten. Darüber hinaus war er während seiner langjährigen Parlamentszugehörigkeit auch Vorsitzender von Unterausschüssen sowie Mitglied mehrerer Unterausschüsse und Ständiger Ausschüsse.